# Relaciones Santa Sede-Venezuela
Las relaciones Santa Sede-Venezuela son las relaciones internacionales entre la Santa Sede y Venezuela. Ambos sujetos establecieron relaciones diplomáticas en 1869. La Santa Sede tiene una nunciatura en Caracas y Venezuela tiene una embajada en Roma.

## Historia

### SigloXIX
Las primeras relaciones entre la Iglesia Católica con el Estado venezolano. se rigieron por ley de patronato eclesiástico aprobada por el Congreso de la República de Colombia el 28 de julio de 1824, declara vigente por el Congreso de Venezuela en 1833.
Tras los sucesos ocurridos en la Revolución de Abril y la toma del poder por parte de Antonio Guzmán Blanco, el país y sus instituciones se someten a él, excepto la Iglesia católica, la más poderosa de todas ellas y que ejercía una inmensa influencia sobre el país desde la era colonial. El entonces arzobispo de Caracas, monseñor Guevara y Lira, se negó a realizar actos eclesiásticos en honor al mandatario, lo cual disgusta sobremanera a Guzmán Blanco. Las fricciones entre el arzobispo y el gobierno de Guzmán Blanco, continuaron y a ellas se sumó el arzobispo de Mérida. Guzmán demandó a la Santa Sede la sustitución de Guevara y Lira, por un clérigo más dócil y obediente, pero esta se negó.
Ante esta actitud, Guzmán Blanco decidió cerrar seminarios, claustros y templos y transferir las cátedras religiosas a las Universidades laicas. Como mecanismo de presión para doblegar la jerarquía católica a las intenciones del Estado, la despojó de su influencia y de la mayor parte de sus bienes, pero lo único que consiguió fue la salida de monseñor Guevara y Lira al extranjero, quien se negó a renunciar a su cargo de arzobispo de Caracas, a pesar de estar fuera del país.
Entonces Guzmán Blanco estableció el Registro Civil, dejando sin efecto el registro parroquial, aún vigente en otros países para la época, el cual imponía el bautismo obligatorio en el culto católico para registrar los nacimientos y el 1 de enero de 1873 el mandatario establece el matrimonio civil y el 20 de febrero reforma el Código Civil de Venezuela. No faltó la oposición de una parte del clero, ante esta última medida, porque el matrimonio civil debía realizarse ante el presidente del Concejo, antes del matrimonio eclesiástico. La publicación de la Ley se hizo el 8 de enero, y diez días más tarde entró en vigencia. El 16 de enero hicieron uso de la nueva disposición las primeras parejas conformadas por Manuel María Martínez y Carmen Paz Castillo; José Ignacio Cardozo y Carmen Núñez de Cáceres y el general Aníbal Marott y Ramona España. De esta tercera unión fueron testigos el mandatario y el general Víctor Rodríguez Párraga. El propio presidente legalizó civilmente su matrimonio con su esposa Ana Teresa Ibarra el 14 de febrero de ese año, aunque se casó por la Iglesia católica el 13 de junio de 1867. Guzmán Blanco también fue quien introdujo el concepto del divorcio, algo mal visto por la jerarquía eclesiástica, pues presentaba la posibilidad de disolver la unión matrimonial, considerada como sagrada por la Iglesia católica.
A pesar, de todo este avance en contra de la jerarquía eclesiástica, esta se mantuvo firme en su oposición al gobierno de Antonio Guzmán Blanco, quien disgustado por la situación, optó por planificar la separación de la Iglesia católica venezolana de la Santa Sede y constituirla en independiente. Ante esta estrategia, el papa Pio IX, a fin de evitar dicha acción, destituyó a Monseñor Guevara y Lira y nombró un nuevo Arzobispo de Caracas, escogido a antojo de Guzmán Blanco.
Una vez solventada la situación, el mandatario regresó parte de las propiedades confiscadas y permitió el restablecimiento eclesiástico, además hizo construir varias edificaciones religiosas como la Basílica de Santa Teresa y la Basílica Menor Santa Capilla, pero la realidad era que más nunca la jerarquía eclesiástica volvería a tener tanta injerencia sobre el país y el estado, como en el pasado.

### SigloXX
El 6 de marzo de 1964, las relaciones se regularon con la firma del modus vivendi entre el canciller de Venezuela, Marcos Falcón Briceño, y el nuncio apostólico, monseñor Luigi Dadaglio. El Congreso Nacional ratificó el convenio el 26 de junio, y la ley correspondiente fue promulgada por el nuevo presidente Raúl Leoni el 30 de junio.El 9 de abril de 1965, el nuncio Luigi Dadaglio condecora al presidente Raúl Leoni con el collar de la Orden Piana para reconocer su intervención en las negociaciones del convenio de modus vivendi.

### SigloXXI
Durante la presidencia de Hugo Chávez hubo tensiones con la Santa Sede, quien a pesar de ser católico estaba influenciado ideológicamente por Karl Marx y Simón Bolívar, pensadores que históricamente se opusieron a la influencia de la Iglesia católica. Chávez también citó su apoyo a la teología de la liberación de Leonardo Boff, a la cual Roma se opuso en los años 70 y 80.[cita requerida]
En 2009, colectivos progubernamentales lanzaron bombas lacrimógenas a la nunciatura apostólica en Caracas después de que Chávez acusara al Vaticano de intervenir con su gobierno.
En 2016, el Vaticano sirvió como mediador en mesas de diálogo entre el gobierno venezolano y la oposición.